# SPCA 81
Die SPCA 81 war ein französisches Transportflugzeug.

## Entwicklung
Da die französische Regierung einen einmotorigen Transporteindecker für den Einsatz in den Kolonialgebieten forderte, konstruierte die Société Provençale de Constructions Aéronautiques Anfang der 1930er-Jahre einen freitragenden Hochdecker mit starrem Heckspornfahrwerk. Das Flugzeug, das von einem Gnome-Rhône-Sternmotor angetrieben wurde, konnte vier Passagiere aufnehmen. Der Erstflug war am 30. März 1932.

## Technische Daten
| Kenngröße             | SPCA 81                                            |
| --------------------- | -------------------------------------------------- |
| Besatzung             | 2                                                  |
| Länge                 | 11,00 m                                            |
| Spannweite            | 15,00 m                                            |
| Höhe                  | 3,15 m                                             |
| Flügelfläche          | 31,50 m²                                           |
| Flügelstreckung       | 7,1                                                |
| max. Startmasse       | 2030 kg                                            |
| Antrieb               | ein Sternmotor Gnome-Rhône 7Kb mit 300 PS (221 kW) |
| Höchstgeschwindigkeit | 220 km/h                                           |
| Dienstgipfelhöhe      | 6200 m                                             |
| Reichweite            | 700 km                                             |